# معركة تاراوا
معركة تاراوا هي معركة وقعت في مسرح عمليات المحيط الهادئ في الحرب العالمية الثانية في الفترة من 20 إلى 23 نوفمبر 1943. حدثت في جزر تاراوا المرجانية في جزر غيلبرت، وكانت جزءاً من عملية غالفانيك الأمريكية لغزو لجزر غيلبرت. لقي ما يقرب من 6400 ياباني و‌كوري وأمريكي حتفهم في القتال، ومعظمهم في جزيرة بيتيو الصغيرة وحولها، في أقصى الجنوب الغربي من جزر تاراوا المرجانية.
كانت معركة تاراوا أول هجوم أمريكي في منطقة وسط المحيط الهادئ بالغة الأهمية. كما أنها المرة الأولى في حرب المحيط الهادئ التي تواجه فيها الولايات المتحدة مقاومة يابانية جادة للإنزال البرمائي. عمليات الإنزال السابقة واجهت مقاومة أولية بسيطة أو معدومة، لكن في تاراوا، كان المدافعون اليابانيون الـ4500 مجهزين ومستعدين جيداً، وقاتلوا تقريباً حتى آخر رجل، ملقيين بعبء ثقيل على مشاة البحرية الأمريكية. الخسائر على تاراوا تم تكبدها في غضون 76 ساعة.

## الخلفية

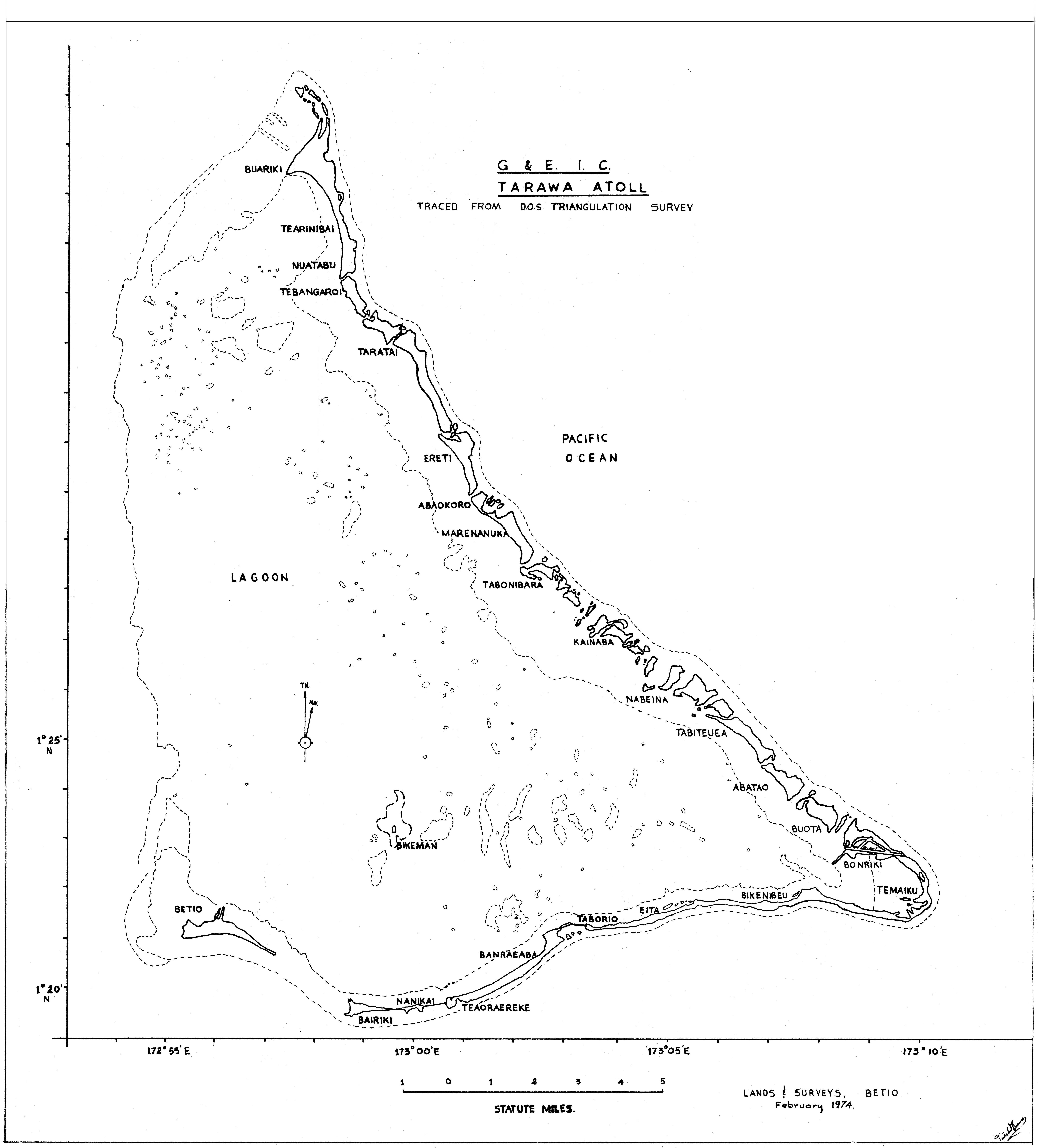
خريطة جزيرة تاراوا

### قرارات إستراتيجية أمريكية
من اجل اقامة قواعد جوية متقدمة قادرة على دعم العمليات عبر متوسط الباسفيك، إلى الفلبين، وإلى اليابان، تعتزم الولايات المتحدة الاستيلاء على جزر ماريانا. لقد تم الدفاع عن ماريانا بشدة وكان المبدأ البحري في ذلك الوقت ينص على أنه لكي تنجح الهجمات، فإن الطائرات البرية - البرية ستكون مطلوبة لإضعاف الدفاعات وحماية قوات الغزو. وكانت جزر مارشال أقرب الجزر القادرة على دعم هذا الجهد. الاستيلاء على المارشال من شأنه أن يوفر القاعدة اللازمة لشن هجوم على ماريانا، لكن المارشال انقطعت عن الاتصال المباشر بهاواي من قبل حامية يابانية وقاعدة جوية في جزيرة بيتيو الصغيرة، على الجانب الغربي من تاراوا أتول في جزر جيلبرت. وبالتالي، في نهاية المطاف لشن غزو من ماريانا، المعركة كان لا بد أن تبدأ بعيدا إلى الشرق، في تاراوا. وعقب الانتهاء من حملة غوادالكنال، سُحبت الفرقة الثانية من مشاة البحرية إلى نيوزيلندا للراحة والاستجمام. تم استبدال الخسائر ومنح الرجال فرصة للشفاء من الملاريا والأمراض الأخرى التي أضعفتهم من خلال القتال في جزر سليمان. وفي 20 يوليو 1943، أصدر القادة المشتركون تعليمات إلى الأدميرال تشيستر نيميتز لإعداد خطط لعملية هجومية في جزر جيلبرت. وفي أغسطس، سافر الأدميرال ريموند سبروانس إلى نيوزيلندا للاجتماع بالقائد الجديد للفرقة البحرية الثانية، الجنرال جوليان س. سميث، والشروع في التخطيط للغزو مع قادة الفرقة.

### إستعدادات يابانية
تقع بيتيو على بعد نحو 2400 ميل (3900 كيلومتر) جنوب غرب بيرل هاربور، وهي أكبر جزيرة في جزر تاراوا المرجانية. الجزيرة الصغيرة المسطحة تقع في أقصى الجنوب من البحيرة الشاطئة، وكانت قاعدة غالبية القوات اليابانية. على شكل مثلث طويل ونحيف، تبلغ طول الجزيرة الصغيرة حوالي ميلين (3.2 كيلومتر). فهي ضيقة عرضها 800 ياردة فقط (730م) في أعرض نقطة.
في أعقاب غارة الكولونيل إيفانز كارلسون المضللة على جزيرة ماكين في أغسطس 1942،  تم اطلاع القيادة اليابانية على ضعف جزر غيلبرت وأهميتها الاستراتيجية. قامت قوة يوكوسكا السادسة للهبوط البحري الخاص بتعزيز الجزيرة في فبراير 1943.
عمل اليابانيون بشكل مكثف لما يقرب من عام لتحصين الجزيرة. لمساعدة الحامية في بناء الدفاعات، تم جلب 1،000 رجل من وحدة بناء الرواد الـ111، على غرار وحدة البناء التابعة للولايات المتحدة مع 970 رجلاً من كتيبة البناء التابعة للأسطول الرابع. وكان ما يقرب من 1200 من الرجال في هاتين الفئتين من العمال الكوريين. الحامية نفسها كانت مكونة من قوات البحرية الامبراطورية اليابانية.